# 미주리주의 기

미주리 주의 기

미주리의 기는 미주리주의 깃발이다.

## 개요
빨강-하양-파랑으로 이루어진 가로 삼색기에 미주리 주의 문장이 새겨져있고, 파란색 원 테두리에 미국의 24번째 주를 상징하는 24개의 하얀 별로 둘러싸여 있다.
바탕색은 이 지역에 있었던 프랑스령 루이지애나를 통치했던 프랑스의 국기에서 유래되었다.

## 같이 보기
- 미국의 주 문장 목록